# Moḩammad Taqī
Moḩammad Taqī (persiska: مُحَمَّد تَقی كَندی, محمد تقی, Moḩammad Taqī Kandī) är en ort i Iran.   Den ligger i provinsen Ardabil, i den nordvästra delen av landet, 500 km nordväst om huvudstaden Teheran. Moḩammad Taqī ligger 715 meter över havet och antalet invånare är 671.
Terrängen runt Moḩammad Taqī är kuperad åt nordväst, men åt sydost är den platt. Moḩammad Taqī ligger nere i en dal.Runt Moḩammad Taqī är det ganska tätbefolkat, med 58 invånare per kvadratkilometer. Närmaste större samhälle är Germī, 19,7 km öster om Moḩammad Taqī. Trakten runt Moḩammad Taqī består i huvudsak av gräsmarker.